# Philipp (Schleswig-Holstein-Gottorf)

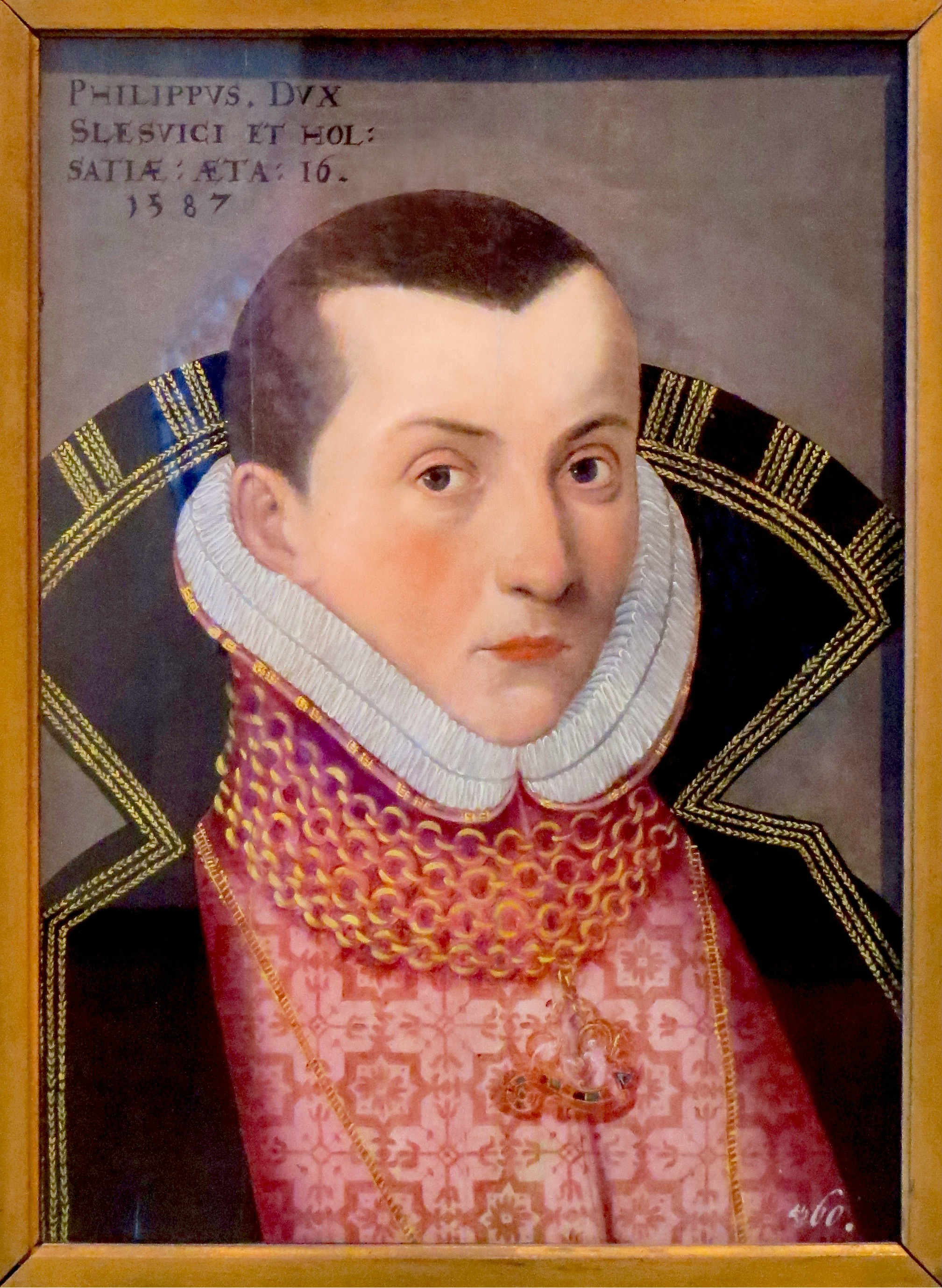
Philipp Herzog von Schleswig-Holstein-Gottorf

Philipp Herzog von Schleswig-Holstein-Gottorf (* 10. August 1570; † 18. Oktober 1590) war der zweite Sohn von Adolf I. und Christine von Hessen (1543–1604).
Nach dem frühen Tod seines Bruders Friedrich II. 1587 erbte er mit nur 17 Jahren die Herzogswürde. Nach längeren Verhandlungen mit den Ständen, die anstelle der von ihm und seinen Räten geforderten Erbhuldigung den Charakter einer Wahl beibehalten wollten, wurde ihm 1590 endlich gehuldigt. Wenige Wochen später starb Philipp. Da er unverheiratet gewesen war, folgte ihm sein nächstjüngerer Bruder Johann Adolf.
Er wurde in der Krypta im Schleswiger Dom beigesetzt.